# Ergene
La rivière d'Ergene (en grec ancien Ἀγρίανες / Agrianès, en bulgare река Ергене, en turc : Ergene Nehri) est une rivière de Thrace orientale qui se jette dans la Maritsa. Sur la partie inférieure de son cours très sinueux, elle est largement canalisée.
Elle est traversée par un long pont en pierre, le Pont Uzunköprü.